# Émile Billard
Pour les articles homonymes, voir Billard (homonymie).
Émile Billard, né le 5 avril 1852 au Havre et mort le 29 juin 1930 dans la même ville, est un marin français. 
Il est avec Paul Perquer champion olympique de voile en épreuve de 10-20 tonneaux aux Jeux olympiques d'été de 1900 de Paris.
Devenu syndic de la compagnie des Courtiers maritimes, des Courtiers d'assurances et des agents de change du Havre, il est décédé le 29 juin 1930 à 78 ans.